# Letong (Carina) Hong
Pour les articles homonymes, voir Hong.
Letong (Carina) Hong (née le 8 juin 2001) est une mathématicienne chinoise et boursière Rhodes à l'université d'Oxford travaillant en théorie des nombres et en combinatoire.

## Formation
Pendant dix ans, elle s'est formée à la résolution de problèmes de style concours dans l'équipe des Olympiades mathématiques de sa province.  Avant de s'inscrire au MIT, elle participe au Ross Mathematics Program (en) et au Stanford University Mathematics Camp (en). 
Hong obtient un double bachelor en mathématiques et en physique du MIT en trois ans, elle fait partie de Sigma Pi Sigma (en), et mène des recherches aux Semestres de Budapest en mathématiques (en) et des expériences de recherche pour les programmes de premier cycle à l'Université du Minnesota à Duluth et à l'Université de Virginie. 

## Recherche
En tant qu'étudiante de premier cycle, Hong a résolu des conjectures d'experts et prouvé des résultats importants en combinatoire, en théorie des nombres et en probabilités. À la fin de sa première année à l'université, elle a rédigé neuf articles de recherche, dont huit ont été publiés ou acceptés dans des revues telles que Proceedings of the American Mathematical Society, Combinatorial Theory, Advances in Applied Mathematics, Research in Number Theory (en) et The Ramanujan Journal,,. Ces articles couvrent un large éventail de domaines de la théorie des nombres, notamment les fonctions L des courbes elliptiques modulaires (en) et des surfaces K3, le Monstrous moonshine, les congruences des fonctions thêta et de partition ; tandis qu'en combinatoire, les domaines couverts incluent les chaînes de Markov sur les colorations des arêtes des graphes bipartis, la combinatoire des mots, l'évitement des motifs dans les suites d'inversion et les algorithmes de tri de pile (en),,. 
Au MIT, en plus de ses recherches, Hong est présidente de l'Undergraduate Math Association, présidente de l'International Students Association et occupe des postes de direction au sein de la coalition d'étudiants de première génération et/ou à faible revenu et de la Society of Physics Students,,. En 2022, elle donne une conférence TED au MIT Computer Science and Artificial Intelligence Laboratory, introduisant la théorie des groupes au grand public dans la région de Boston et de Cambridge. 

## Reconnaissance
Ses contributions à la recherche mathématique ont été reconnues par le prix Morgan 2023 et le prix Schafer 2022,. Ces deux prix sont les récompenses les plus prestigieuses pour la recherche d'un étudiant de premier cycle. Selon les citations, les recherches de Hong portaient sur des questions ouvertes posées par les meilleurs mathématiciens dans leurs domaines respectifs.
En 2022, Hong a également reçu la bourse Stanford Maryam Mirzakhani, la bourse Princeton Centennial, la bourse Harvard James Peirce et la bourse Berkeley. Hong est boursière Rhodes 2021. 